# Beta del Triangle
Beta del Triangle (β Trianguli) és l'estel més brillant en la constel·lació del Triangle amb magnitud aparent +3,00, per davant d'Alfa del Triangle. Ocasionalment rep els noms de Deltotum —d'origen llatí— i Deltotron —d'origen grec. Tots dos fan al·lusió a la forma de la constel·lació, que als antics grecs els recordava la lletra delta majúscula (Δ). Es troba a 124 anys llum de distància del sistema solar.
Encara que classificada anteriorment com a estel gegant, actualment se la considera una subgegant, és a dir, està acabant —si no ho ha fet ja— la fusió d'hidrogen en el seu nucli per convertir-se en una geganta vermella. De color blanc i tipus espectral A5IV, té una temperatura superficial de 8020 K. La seva lluminositat és 71 vegades major que la del Sol i el seu diàmetre unes 4,4 vegades major que el solar. Amb una massa de 2,5 masses solars, té una edat de 580 milions d'anys.
Beta del Triangle és un estel binari. La companya és una nana groga similar al Sol que cada 31,8 dies completa l'òrbita al voltant de l'estel principal. La separació entre ambdues, en una òrbita clarament excèntrica, varia entre les 0,17 i les 0,42 ua. Igual que d'altres estels també de tipus espectral A com Vega (α Lyrae), té un disc de pols al voltant que pot ser un indici de l'existència de planetes.